# Sauveur de Gavchinki

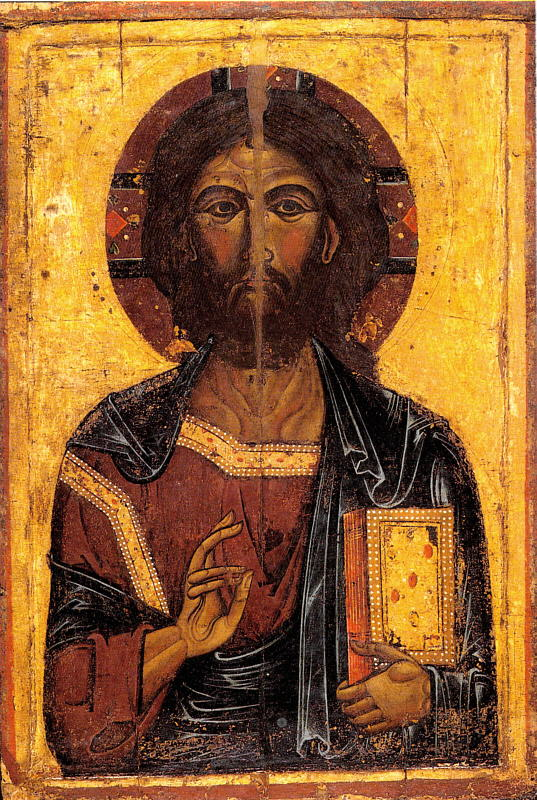
Pour Angélina Smirnova, la ressemblance de cette icône avec d'autres du XIe siècle s'explique par le fait qu'elle a été remaniée par des peintres d'icônes russes du nord. Ils l'ont retravaillée dans un esprit maniériste raffiné de la période byzantine des Comnènes

Le « Sauveur de Gavchinki » ou Christ Pantocrator de Gavchinki (en russe : Спас Вседержитель ou Спас из Гавшинки) est une icône de style maniériste de l'époque de la dynastie Comnène tardive, qui est une des plus anciennes exposées au Musée central de la culture et de la peinture russe ancienne Andreï Roublev au Monastère Andronikov. C'est Vasili Sitnikov qui l'a introduite par donation dans les collections en 1976,. L'image de l'icône présente le Sauveur avec des avant-bras, les mains, un cou et un torse musclés que l'on peut interpréter comme l'expression de la force du créateur doté d'une puissance extraordinaire. Les dimensions de l'icône sont de 123 sur 83 centimètres.
La datation de l'icône ainsi que le lieu de sa création ont donné lieu à des polémiques. L'absence de repères stylistiques de l'art russe ancien (qui sont l' « énergie fort intérieure des formes et de l'apparence ») permet de proposer une provenance byzantine des XIe siècle et XIIe siècle . La professeure Angélina Smirnova date l'icône du milieu du XIIIe siècle en citant sa lourdeur exagérée et l'accentuation de l'expression comme signe spécifique de la peinture russe pour la période qui a suivi les invasions mongoles.
L'icône provient de l'église du Sauveur construite en 1773 le long de la rivière Songa affluent de la Volga dans le village de Gavchinka près de Iaroslavl,. Plus récemment ce village appartenait au Monastère de Tolga de Iaroslavl, mais jusqu'à l'époque des troubles il était propriété des boyards Dolgovo-Sabourov, dont les origines remontent au Mourza tatare qui se fit baptiser à Iaroslavl et se serait mis ensuite au service d'Alexandre Nevski au XIIIe siècle.
La préservation de l'icône est tout à fait satisfaisante. La nimbe est toutefois endommagée et il existe des traces de retouches tardives sur les vêtements. Les historiens supposent que le « Sauveur de Gavchinki » se trouvait dans les registres de l'iconostase (assemblée au XVIIIe siècle) de l'église du Sauveur au monastère de Tolga à côté d'une des icônes de La Vierge de Tolga ,.

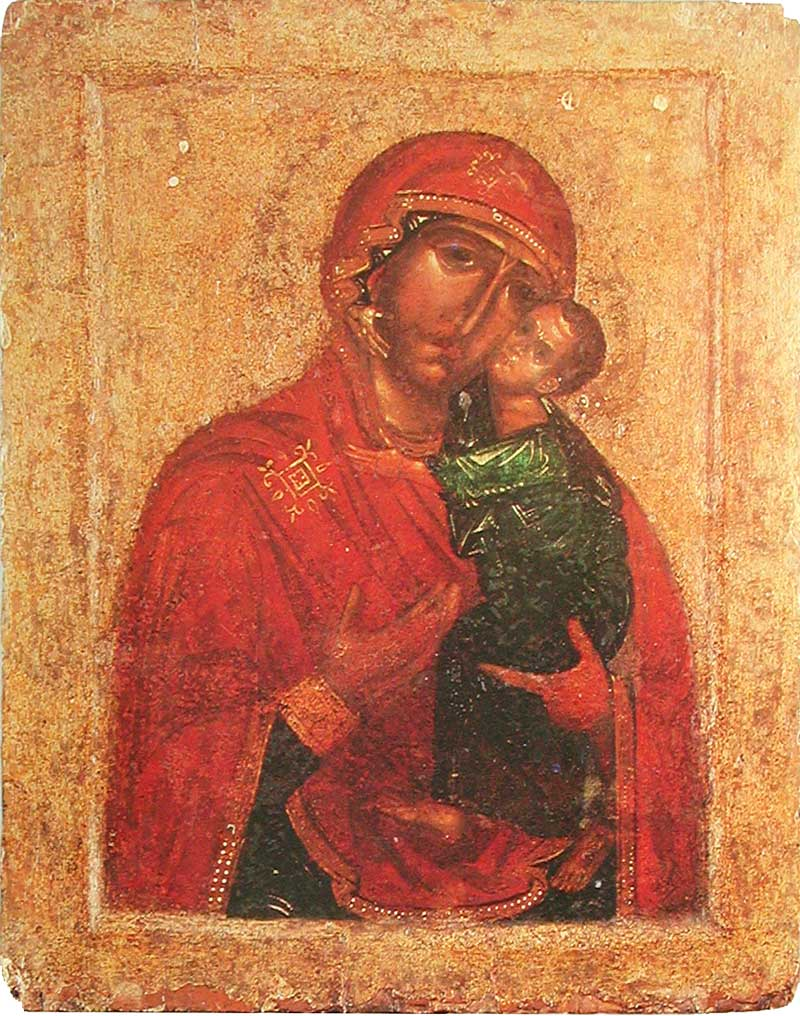
Icône Tolgskaia II dite "malaia" ou "iavlenaia" ikona au monastère de Tolga
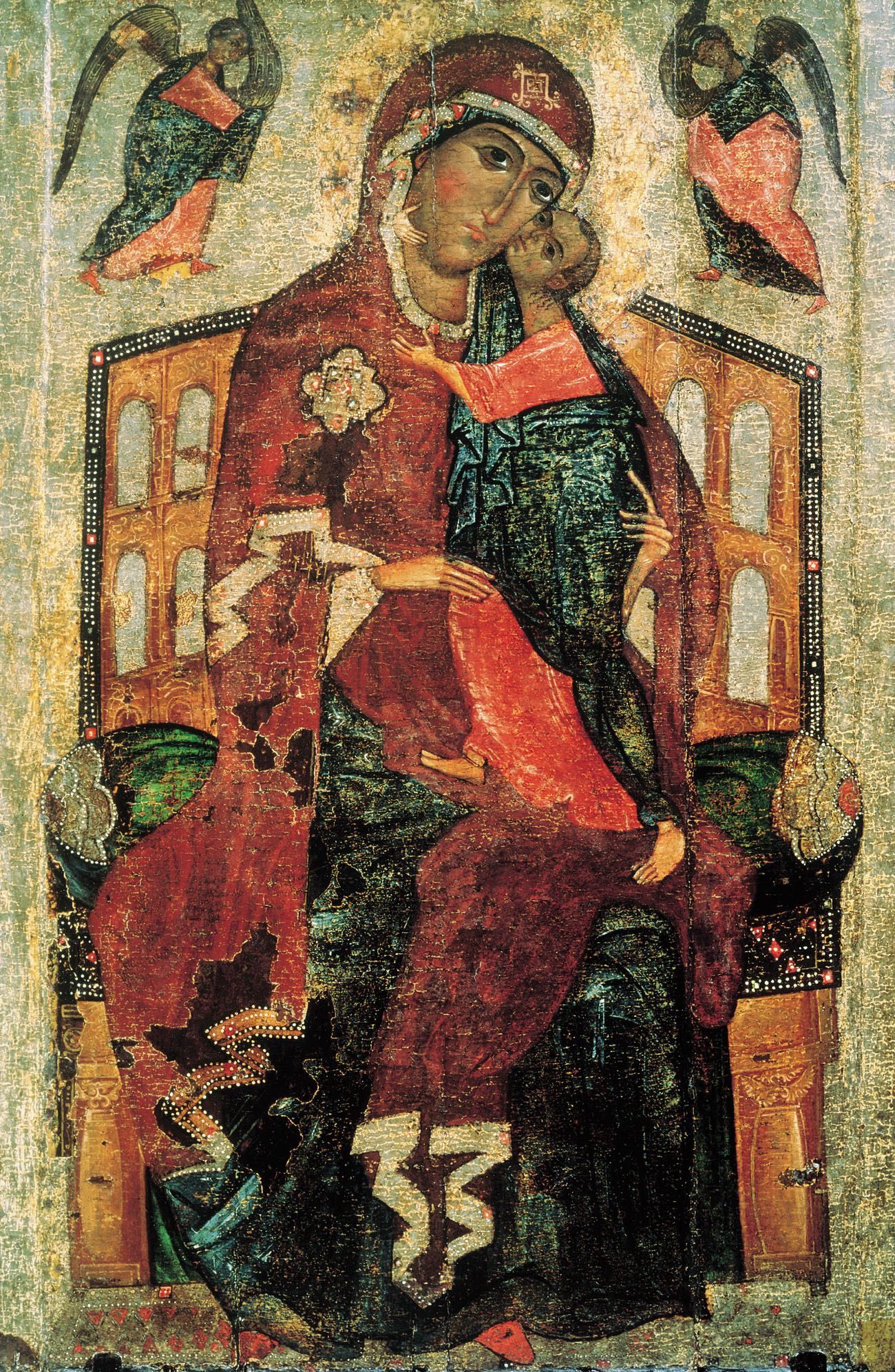
Theotokos Tolgskaia I ou "balchaia" à la Galerie Tretiakov